# Periclimenes exederens
Periclimenes exederens är en kräftdjursart som beskrevs av Bruce 1969. Periclimenes exederens ingår i släktet Periclimenes och familjen Palaemonidae. Inga underarter finns listade i Catalogue of Life.